# ウィチタ郡 (カンザス州)
ウィチタ郡（英: Wichita County）は、アメリカ合衆国カンザス州の西部に位置する郡である。2010年国勢調査での人口は2,234人であり、2000年の2,531人から11.7%減少した。郡庁所在地はリーオタ市（人口1,534人）であり、同郡で人口最大の都市でもある。
ウィチタという市は州内最大の都市であり、セジウィック郡の郡庁所在地である。

## 法と政府
ウィチタ郡はアルコールを禁じる、すなわち「ドライ」の郡である。1986年にカンザス州憲法が修正され、住民は投票で個人が嗜むアルコール飲料の販売を承認できることになったが、ドライを維持している。

## 地理
アメリカ合衆国国勢調査局に拠れば、郡域全面積は718.54平方マイル (1,861.0 km2)であり、このうち陸地は718.52平方マイル (1,861.0 km2)、水域は0.02平方マイル (0.052 km2)で水域率は0.003%である。

### 隣接する郡
- ローガン郡 - 北
- スコット郡 - 東
- フィニー郡 - 南東
- カーニー郡 - 南
- ハミルトン郡 - 南西
- グリーリー郡 - 西
- ウォレス郡 - 北西

## 人口動態

人口ピラミッド

以下は2000年の国勢調査による人口統計データである。
| 基礎データ - 人口: 2,531人 - 世帯数: 967 世帯 - 家族数: 723 家族 - 人口密度: 1人/km2（4人/mi2） - 住居数: 1,119軒 - 住居密度: 1軒/km2（2軒/mi2） 人種別人口構成 - 白人: 86.25% - アフリカン・アメリカン: 0.08% - ネイティブ・アメリカン: 0.71% - アジア人: 0.08% - その他の人種: 10.51% - 混血: 2.37% - ヒスパニック・ラテン系: 18.41% 年齢別人口構成 - 18歳未満: 28.7% - 18-24歳: 7.3% - 25-44歳: 25.7% - 45-64歳: 22.3% - 65歳以上: 16.0% - 年齢の中央値: 37歳 - 性比（女性100人あたり男性の人口） - 総人口: 104.4 - 18歳以上: 102.6 | 世帯と家族（対世帯数） - 18歳未満の子供がいる: 35.1% - 結婚・同居している夫婦: 65.3% - 未婚・離婚・死別女性が世帯主: 5.8% - 非家族世帯: 25.2% - 単身世帯: 23.7% - 65歳以上の老人1人暮らし: 10.0% - 平均構成人数 - 世帯: 2.59人 - 家族: 3.07人 収入と家計 - 収入の中央値 - 世帯: 33,462米ドル - 家族: 41,034米ドル - 性別 - 男性: 27,523米ドル - 女性: 18,807米ドル - 人口1人あたり収入: 16,720米ドル - 貧困線以下 - 対人口: 14.8% - 対家族数: 11.2% - 18歳未満: 23.2% - 65歳以上: 4.7% |

## 都市と町

### 法人化された都市
都市名の後の数字は2010年国勢調査での人口を示す。
- リーオタ, 1,534 - 郡庁所在地

## その他の町
- コロナド（ゴーストタウン）
- ファーマーシティ（ゴーストタウン）
- マリエンサル
- セルカーク

## 郡区
ウィチタ郡は郡区が1つだけある。どの都市も「政治的に独立」と見なされず、下記郡区の数字に含まれている。下表で「人口中心」は最大都市であり、特に大きな数字でなければ、郡区の人口に含まれるものである。

## 教育

### 統一教育学区
- リーオタ USD 467